# Cliometría
La cliometría es la metodología de análisis que utiliza de manera sistemática la teoría económica, la estadística y la econometría para el estudio de la Historia económica.
El término lo acuñaron en los años sesenta Jonathan R.T. Hughes y Stanley Reiter. Su nombre deriva de Clío, musa griega de la Historia, y metría, medición.
En 1993, el Premio Nobel de Economía recayó en Douglass North y Robert Fogel en parte por su contribución en el establecimiento de la cliometría, en particular "por haber renovado la investigación en historia económica al usar la teoría económica y de métodos cuantitativos para explicar el cambio institucional y económico"